# 대한예수교장로회(웨신)
대한예수교장로회(웨신)은 성경과 웨스터민스터 신앙고백에 근거한 보수신앙과 개혁주의 신학의 정체성으로 만든 대한예수교장로회에 소속된 교단이다.

## 총회비전 선언문
21세기에 전개될 하나님의 구속적 경륜과 비전을 성경적 바른 신앙과 신학의 역동성으로 실현하면서 하나님 나라의 선교지평을 열어가며 민족과 열방을 섬긴다.
웨신총회는 교권주의 정치와 WCC 종교혼합, 다원주의를 배격하고 한국교회의 위상과 삶을 통한 거룩성을 회복하며 교계의 연합화 화합에 협력한다.

## 웨신인의 정체성
- 성경과 웨스터민스터 신앙고백을 수호한다.
- 보수 정통신학의 순수성을 토대로 한국교회를 지킨다.
- 변화와 창의적인 사역을 위해 리더와 사명자를 양성한다.

## 총회 연혁
- 2015년 5월 전국 목회자 탁구대회 (단체전 1부 3부 리그 우승, 개인전 3부 리그 우승 등)
- 2014년 4월 제2회 웨신대총장배 웨신총회&웨신대 탁구대회
- 2014년 4월 총회본부 확장 이전(서울 영등포구 신길로 172)
- 2013년 9월 제1회 웨신대총장배 웨신총회&웨신대 탁구대회
- 2012년 3월 총회헌법 제3차 개정본 발간
- 2011년 9월 총회 여목제도 통과 및 시행
- 2005년 4월 총회본부 이전(서울 영등포구 신길5동 442-105)
- 2005년 3월 총회헌법 제2차 개정본 발간
- 2005년 1월 웨신목회대학원 제2기 운영
- 2002년 8월 웨신목회대학원 제1기 운영
- 2001년 12월 한국기독교총연합회 회원교단 가입
- 2001년 10월 총회본부 개소(서울 영등포구 신길5동 448-3)
- 2001년 4월 구 장신총회 해산하고 웨스트민스터신학 대학원 대학교강당(봉천동소재)에서 예장웨신총회 설립

## 대표 총회장
- 2018년 9월 제18대 총회장 허창범 목사 (총무 이준영 목사)
- 2017년 9월 제17대 총회장 허창범 목사 (총무 박우재 목사)
- 2016년 7월 제16대 총회장 이영풍 목사
- 2016년 6월 제15대 총회장 대행 신동근 목사
- 2015년 9월 제15대 총회장 정일량 목사
- 2014년 9월 제14대 총회장 이영풍 목사
- 2013년 9월 제13대 총회장 이홍규 목사
- 2012년 9월 제12대 총회장 이재갑 목사
- 2009년 9월 제9-11대 총회장 성흥경 목사 (2009-17년도 총무 신언창 목사)
- 2008년 9월 제8대 총회장 장영기 목사 (2008-9년도 총무 김병수 목사)
- 2004년 9월 제4-7대 총회장 장창수 목사 (총무 2004-5년도 정기남 목사, 2005-8년도 장승현 목사)
- 2003년 9월 제3대 총회장 박영희 목사 (2003-04년도 총무 한정수 목사)
- 2001년 9월 초대, 제2대 총회장 모상련 목사 (2001-03년도 총무 이순재 목사)

## 같이 보기
- 한국교회총연합회
- 대한예수교장로회